# Таппаганнок (Вірджинія)
Таппаганнок (англ. Tappahannock) — місто (англ. town) в США, в окрузі Ессекс штату Вірджинія. Населення — 2193 особи (2020).

## Географія
Таппаганнок розташований за координатами 37°54′45″ пн. ш. 76°51′57″ зх. д. / 37.91250° пн. ш. 76.86583° зх. д. (37.912474, -76.865870).  За даними Бюро перепису населення США в 2010 році місто мало площу 6,92 км², з яких 6,72 км² — суходіл та 0,20 км² — водойми.

## Демографія
Згідно з переписом 2010 року, у місті мешкало 2375 осіб у 986 домогосподарствах у складі 552 родин. Густота населення становила 343 особи/км².  Було 1131 помешкання (164/км²).
Расовий склад населення:
| - 48,0 % — чорних або афроамериканців - 46,8 % — білих - 1,9 % — азіатів - 0,2 % — корінних американців - 1,1 % — осіб інших рас |

До двох чи більше рас належало 2,0 %. Частка іспаномовних становила 3,5 % від усіх жителів.
За віковим діапазоном населення розподілялося таким чином: 25,3 % — особи молодші 18 років, 57,3 % — особи у віці 18—64 років, 17,4 % — особи у віці 65 років та старші. Медіана віку мешканця становила 38,1 року. На 100 осіб жіночої статі у місті припадало 69,6 чоловіків;  на 100 жінок у віці від 18 років та старших — 71,3 чоловіків також старших 18 років.
Середній дохід на одне домашнє господарство  становив 43 122 долари США (медіана — 30 294), а середній дохід на одну сім'ю — 57 254 долари (медіана — 50 673). Медіана доходів становила 40 385 доларів для чоловіків та 26 971 долар для жінок. За межею бідності перебувало 31,4 % осіб, у тому числі 44,2 % дітей у віці до 18 років та 16,9 % осіб у віці 65 років та старших.
Цивільне працевлаштоване населення становило 975 осіб. Основні галузі зайнятості: освіта, охорона здоров'я та соціальна допомога — 22,9 %, роздрібна торгівля — 16,7 %, мистецтво, розваги та відпочинок — 13,9 %.